# Mikhail Semyonovich Khozin
Mikhail Semyonovich Khozin (tiếng Nga: Михаи́л Семёнович Хо́зин; 3 tháng 11 [lịch cũ 22 tháng 10] năm 1896 - 27 tháng 2 năm 1979) là một tướng lĩnh Liên Xô trong Chiến tranh Vệ quốc vĩ đại.

## Sự nghiệp

### Thiếu thời
Mikhail Semyonovich Khozin sinh ngày 10 (22) tháng 10 năm 1896 tại Skachikha, tỉnh Tambov. Năm 1907 ông tốt nghiệp trường giáo xứ. Năm 1911, ông tốt nghiệp trường cấp 3 thành phố và vào trường kỹ thuật đường sắt Saratov. Năm 1914, ông được cử đi thực tập tại ga Kirsanov với tư cách kỹ thuật viên tập sự.

### Thế chiến thứ nhất
Ngày 7 tháng 8 năm 1915, ông được trưng ngũ Quân đội Đế quốc Nga và được gửi đến phục vụ tại trung đoàn dự bị số 60 (Tambov), phục vụ như một binh sĩ. Sau đó, ông đã được gửi đến các trường đào tạo trung đoàn, sau đó ông được thăng chức hạ sĩ quan.
Tháng 2 năm 1916, ông được gửi đến trường học số 4 ở Kiev. Sau khi tốt nghiệp vào tháng 6 năm 1916, ông được bổ nhiệm làm sĩ quan sơ cấp Trung đoàn Súng trường Siberia số 37 thuộc Sư đoàn Súng trường Siberia số 10, tham gia Thế chiến thứ nhất trên mặt trận Tây Nam và Romani. Sau Cách mạng Tháng Hai, ông được bầu làm thành viên ban chỉ huy trung đoàn. Tháng 8 năm 1917, ông được chuyển đến bộ chỉ huy Tập đoàn quân số 6. Ông từng được trao tặng Huân chương Thánh Anne bậc 4. Tháng 12 năm 1917, ông xuất ngũ.

### Nội chiến Nga và cuộc chiến chống thổ phỉ
Sau khi trở về quê nhà, từ tháng 3 đến tháng 4 năm 1918, ông về lại với nghề đường sắt, đồng thời tiến hành huấn luyện quân sự cho các công nhân và nhân viên đường sắt. Ông giữ chức vụ ủy viên đường sắt và giao thông cho đến tháng 10 năm 1918. Ông gia nhập đảng Bolshevik kể từ ngày 3 tháng 10 năm 1918.
Tháng 11 năm 1918, ông gia nhập Hồng quân và được bổ nhiệm làm phó chỉ huy trung đoàn súng trường 14 Rtishchevsky, kể từ tháng 5 năm 1919 - chỉ huy trung đoàn. trên cương vị chỉ huy trung đoàn này, ông đã tham gia các trận đánh trên tuyến đường sắt Tambov-Balashovskaya gần nhà ga Manykap, Romanovka gần thị trấn Balashov; trên tuyến Gryazi - Borisoglebsk theo St. Zherdevka và Borisoglebsk và St. Povorino. Tháng 8-9 năm 1919, ông tham gia các trận đánh với quân Bạch vệ của tướng Mamontov ở gần Sampur và Tambov, cũng như gần Voronezh tại ga Somovo của tuyến đường sắt Đông Nam.
Trong những năm sau đó, ông lần lượt giữ các chức vụ chỉ huy cấp tiểu đoàn, trung đoàn, tham gia chiến đấu nhiều trận chống lại lực lượng thổ phỉ của Antonov. Tháng 4 năm 1921, Khozin được bổ nhiệm làm chỉ huy lữ đoàn độc lập 22 của Cheka bảo vệ biên giới quốc gia của Nga Soviet với Latvia. Tháng 10 cùng năm, ông được điều động đến thành phố Voronezh với tư cách là chỉ huy trưởng lữ đoàn 113 của Quân khu Oryol. Tháng 12 năm 1921, ông là chỉ huy lữ đoàn súng trường 84 thuộc sư đoàn súng trường 28 ở quân khu Bắc Kavkaz, tháng 6 năm 1922 lữ đoàn được rút gọn thành một trung đoàn với quân số như cũ. Đứng đầu lữ đoàn và trung đoàn này, trong suốt năm 1922 và một phần năm 1923, ông đã chiến đấu chống lại quân thổ phỉ Kuban, Terek và Dagestan.

### Thời kỳ giữa các cuộc chiến
Tháng 1 năm 1924, ông được bổ nhiệm làm trợ lý chỉ huy Sư đoàn bộ binh 22 (Krasnodar). Mùa thu năm đó, ông đến Moskva để theo học các khóa học quân sự (VAK) tại Học viện Quân sự của Hồng quân. Sau khi tốt nghiệp, tháng 5 năm 1925, ông là trợ lý chỉ huy Sư đoàn bộ binh 32 (Saratov), từ tháng 9 năm 1925 - chỉ huy trưởng Sư đoàn bộ binh 31 của Quân khu Volga, từ tháng 9 năm 1926 - chỉ huy trưởng quân sự của Học viện Nông nghiệp và Khai hoang Saratov, từ tháng 10 năm 1926 đến tháng 1 năm 1932, là chỉ huy Sư đoàn 34 Súng trường Trung Volga (Kuibyshev).
Năm 1930, ông tốt nghiệp khóa đào tạo chính trị cho các trưởng đơn vị tại Học viện Chính trị-Quân sự N.G. Tolmachev. Sau đó, ông trở lại chỉ huy sư đoàn súng trường 34, vào tháng 1 năm 1932 được bổ nhiệm làm tư lệnh-chính ủy sư đoàn súng trường 36 OKDVA (Chita). Kể từ tháng 5 năm 1935, tư lệnh-chính ủy sư đoàn súng trường 18 (Yaroslavl và Petrozavodsk).
Từ tháng 3 đến tháng 9 năm 1937, ông là chỉ huy Quân đoàn súng trường 1 của Quân khu Leningrad ở Novgorod. Từ tháng 9 đến tháng 12 năm 1937, ông là thanh tra của Quân khu Leningrad, và từ cuối tháng 12 năm 1937, ông là phó chỉ huy của Quân khu Leningrad. Cùng lúc đó, từ tháng 9 năm 1937, quyền chỉ huy trưởng Quân khu Leningrad, và từ ngày 2 tháng 4 năm 1938, ông đã được phê chuẩn chính thức giữ quyền chỉ huy Quân khu Leningrad.
Ngày 7 tháng 10 năm 1938, ông được phê chuẩn làm thành viên Hội đồng Quân sự trực thuộc Bộ Quốc phòng Liên Xô. Từ tháng 1 năm 1939 cho đến khi bắt đầu cuộc Chiến tranh Vệ quốc Vĩ đại, ông làm lãnh đạo Học viện Quân sự Frunze.

### Chiến tranh Vệ quốc Vĩ đại
Tháng 7 năm 1941, Phương diện quân Dự bị được thành lập, do Phó Tổng Tư lệnh tối cao Georgy Zhukov giữ quyền Tư lệnh. Khozin được bổ nhiệm vào chức vụ Phó tư lệnh, phụ tá cho tướng Zhukov.
| “                             | "Nhiệm vụ của tôi là thu xếp tiếp tế cho quân đội mọi thứ cần thiết cho cuộc sống, sinh hoạt và chiến đấu. Công việc này khá khó khăn và phức tạp, nhất là khi phương diện quân mới được tổ chức, hàng ngày các đơn vị đến, phải bố trí chỗ ăn ở, trang bị, vũ khí đều thiếu thốn." | ” |
| — Mikhail Semyonovich Khozin. | |   |

Khi được điều động làm Tư lệnh Phương diện quân Leningrad vào tháng 9 năm 1941, Zhukov đã mang theo các tướng Khozin và Fedyuninsky, cựu Tư lệnh Quân đoàn Súng trường 15, để dự bị thay thế các tướng lĩnh tại chỗ. Fedyuninsky được bổ nhiệm làm Phó Tư lệnh phương diện quân kiêm Tư lệnh Tập đoàn quân 42. Khozin được bổ nhiệm làm Tham mưu trưởng phương diện quân ngày 11 tháng 9 năm 1941. Tuy nhiên, đến ngày 26 tháng 9 năm 1941, ông được điều động làm Tư lệnh Tập đoàn quân 54, được thành lập để làm mũi chủ công phá vỡ phong tỏa Leningrad. Đối diện với tình trạng khó khăn không có tham mưu trưởng, Zhukov lập tức phản ứng, đề đạt với Tổng tham mưu trưởng Boris Shaposhnikov cử các tướng Anisov, Malandin hoặc Sokolovsky đến chỗ ông để giữ vai trò tham mưu trưởng. Cuối cùng, Thiếu tướng Dmitry Gusev, Tham mưu trưởng Tập đoàn quân 48, được cử thay Khozin trong chức vụ THam mưu trưởng phương diện quân.
Khi Zhukov rời đi vào tháng 10, Khozin thay thế chức vụ Tư lệnh Phương diện quân Leningrad, chỉ huy phòng thủ và phá vỡ vòng vây Leningrad. Ông cũng đồng thời (từ tháng 4 năm 1942) là chỉ huy trưởng Cụm tác chiến Volkhov trực thuộc phương diện quân.
Tháng 6 năm 1942, Khozin bị cách chức và được thay thế bởi Leonid Govorov trên cương vị Tư lệnh Phương diện quân Leningrad vì những thất bại trong Chiến dịch tấn công Lyuban và không giải vây được Tập đoàn quân xung kích 2.
Ông được điều đến Phương diện quân Tây xuống làm Tư lệnh Tập đoàn quân 33. Tháng 10 năm 194, ông là Phó Tư lệnh Phương diện quân Tây. Tuy nhiên, đến tháng 12 năm 1942, ông lại bị cách chức, đổi xuống làm Tư lệnh Tập đoàn quân 20. Ngày 2 tháng 1 năm 1943, ông được rút về làm Đại diện Đại bản doanh Bộ Tổng Tư lệnh tối cao tại Tập đoàn quân thiết giáp 3, sau đó được điều động chỉ huy cụm tác chiến đặc nhiệm tại Phương diện quân Tây Bắc (thường được gọi là Cụm tác chiến đặc biệt Khozin) trong Chiến dịch Ngôi sao Bắc Cực (Операция Полярная звезда, Operatsia Polyarnaya Zvezda).
Từ tháng 3 đến tháng 12 năm 1943, ông lần lượt được bổ nhiệm làm Phó Tư lệnh Phương diện quân Tây Bắc, rồi Phương diện quân Tây. Tháng 12 năm 1943, ông bị thương nặng ở vùng Orsha và được đưa đến bệnh viện điều trị, ban đầu là ở Smolensk, sau được đưa về Barvikha, gần Moskva. Ông phải nằm viện điều trị cho đến tháng 3 năm 1944 và do sức khỏe yếu, ông được bổ nhiệm làm chỉ huy trưởng Quân khu Volga, chủ yếu làm nhiệm vụ chuẩn bị lực lượng dự bị cho chiến trường.

## Sau chiến tranh
Tháng 7 năm 1945, ông bị cách chức vì lý do không rõ ràng. Trong khoảng một năm, ông được phân công công tác tại Tổng cục Cán bộ. Từ tháng 7 năm 1946, ông là Viện trưởng Viện Sư phạm Quân sự; từ tháng 2 năm 1954, là Viện trưởng Viện Ngoại ngữ Quân sự. Từ tháng 11 năm 1956, ông là lãnh đạo các Khóa học Cao học, từ tháng 11 năm 1959, lãnh đạo Khoa Quân sự Trường Bộ Tham mưu. Tháng 11 năm 1963, ông nghỉ hưu.
Ông qua đời ngày 27 tháng 2 năm 1979 tại Moskva. Di hài ông được chôn cất trong nhà thờ kín của nghĩa trang Vagankovsky ở Moskva.

## Giải thưởng quân sự
- Huân chương Lenin (22/02/1938; 21/02/1945)
- Huân chương Cách mạng Tháng Mười (1967);
- Huân chương Cờ đỏ (1922, 1944, 1954, 1960);
- Huân chương Suvorov hạng I (09/04/1943)
- Huân chương Suvorov hạng II (28/09/1943)
- Huân chương Sao đỏ (01/01/1942)

## Lược sử quân hàm
- Sư đoàn trưởng (комдив; 26/11/1935)[13]
- Quân đoàn trưởng (комкор; 22/02/1938)
- Tư lệnh Tập đoàn quân bậc 2 (08/02/1939)
- Trung tướng (04/071940)
- Thượng tướng (19/01/1943)

## Tác phẩm
- М. С. Хозин. Об одной малоисследованной операции. «Военно-исторический журнал». № 2, 1966.